# Panduit
Panduit è un'azienda statunitense di elettronica componentistica. Fondata nel 1955, con sede a Tinley Park, Illinois.

## Organizzazione
Panduit ha certificazione ISO 9000 e ISO 14001.
Nel giugno 2008, Panduit costruisce una nuova sede su una superficie di 52 acri (210 000 m²) in Tinley Park. Con un edificio di 280 000 piedi quadri (26 000 m²) e ulteriori sviluppi per 1.200 persone. Al 2010 la costruzione era finita e occupata.
La sede nuova ha approccio UPI, e con LEED Gold certification dal U.S. Green Building Council.

## Prodotti e servizi

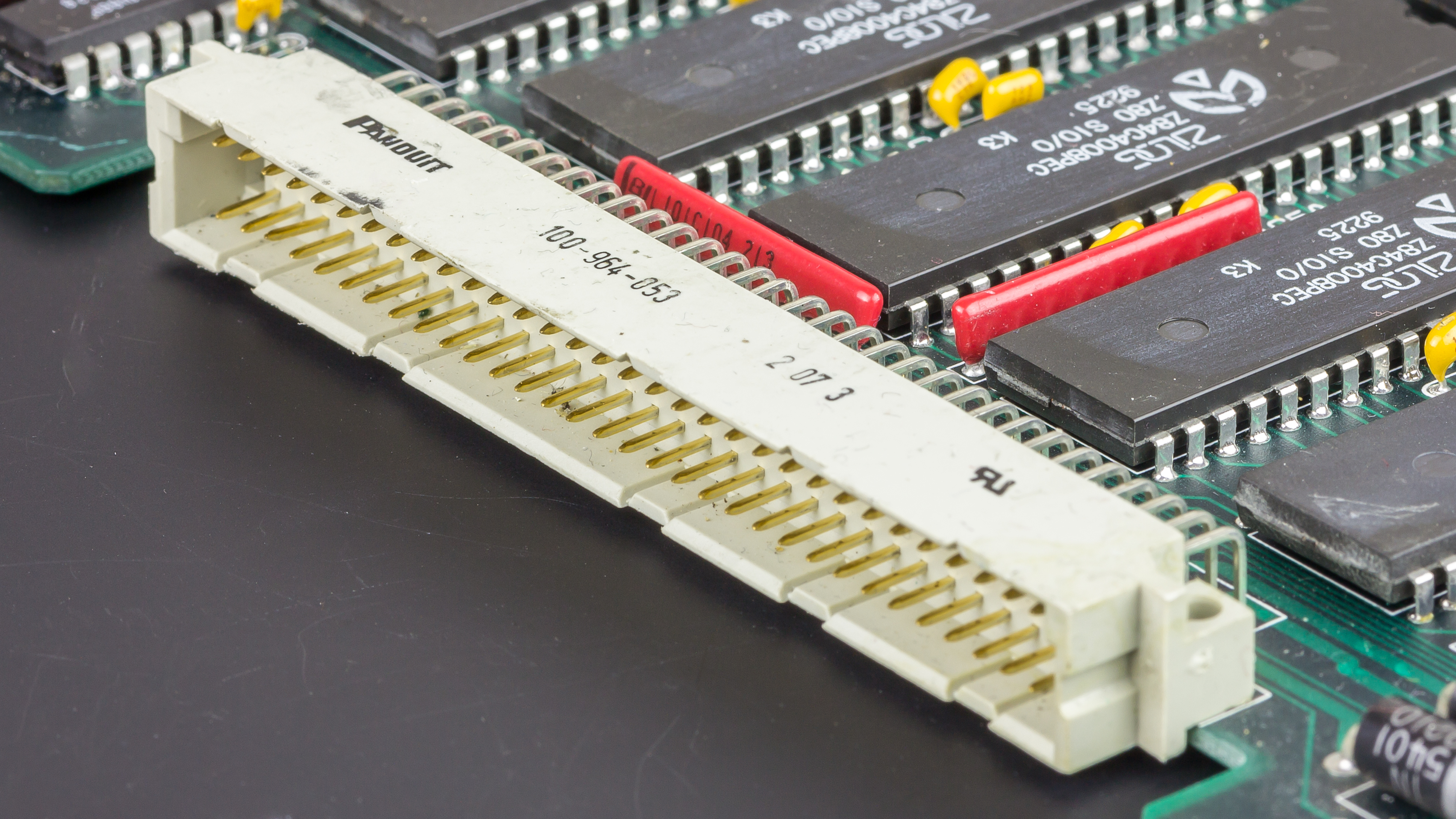
PIN header di Panduit secondo standard DIN 41612

Panduit produce e vende prodotti per data center, connected building, enterprise networks, industrial automation, e OEM/MRO:
- Cabinet, rack e cable management
- Cable management accessori
- Fascette
- Copper system
- Fibra ottica sistemi
- Messa a terra
- Heat shrink and abrasion protection
- Identificazione e etichettatura
- Installazione utensili
- Lockout/tagout, safety, and network security systems
- Outlet system
- Overhead/underfloor cable routing
- Physical infrastructure management
- Connettori di potenza
- Power over Ethernet
- Stainless steel cable ties and permanent identification
- Surface raceway systems
- Terminali
- Wireless system
- Wiring duct
- Zone cabling

## Unified physical infrastructure
Il termine "unified physical infrastructure" o "UPI" denota la convergenza di diversi layout (di potenza, di segnale, voce, dati e sicurezza) che sono solitamente separati. Panduit crea sistemi UPI per integrarli.